# Ligyrocoris diffusus
Ligyrocoris diffusus är en insektsart som först beskrevs av Philip Reese Uhler 1871.  Ligyrocoris diffusus ingår i släktet Ligyrocoris och familjen Rhyparochromidae. Inga underarter finns listade i Catalogue of Life.